# Cantonul Montier-en-Der
Cantonul Montier-en-Der este un canton din arondismentul Saint-Dizier, departamentul Haute-Marne, regiunea Champagne-Ardenne, Franța.

## Comune
| Comune                         | Populație (1999) | Cod poștal | Cod INSEE |
| ------------------------------ | ---------------- | ---------- | --------- |
| Ceffonds                       | 586              | 52220      | 52088     |
| Droyes                         | 333              | 52220      | 52180     |
| Frampas                        | 152              | 52220      | 52206     |
| Longeville-sur-la-Laines       | 419              | 52220      | 52293     |
| Louze                          | 307              | 52220      | 52296     |
| Montier-en-Der                 | 2 019            | 52220      | 52331     |
| Planrupt                       | 244              | 52220      | 52391     |
| Puellemontier                  | 172              | 52220      | 52411     |
| Robert-Magny-Laneuville-à-Rémy | 233              | 52220      | 52427     |
| Sommevoire                     | 776              | 52220      | 52479     |
| Thilleux                       | 90               | 52220      | 52487     |